# Elnhausen-Michelbacher Senke
Die Elnhausen-Michelbacher Senke ist eine in Nord-Süd-Richtung verlaufende Talsenke im äußersten Nordosten des Gladenbacher Berglandes westlich von Marburg in Mittelhessen. Sie trennt nicht nur die bis 497,1 m, in unmittelbarer westlicher Nachbarschaft noch bis 411,5 m hohen Damshäuser Kuppen vom östlich angrenzenden, bis 370 m hohen Marburger Rücken, sondern damit auch die naturräumlichen Haupteinheitengruppen Westerwald (32) und Westhessisches Bergland (34).
Benannt ist die Senke nach den westlichen Marburger Außenstadtteilen Elnhausen und Michelbach.

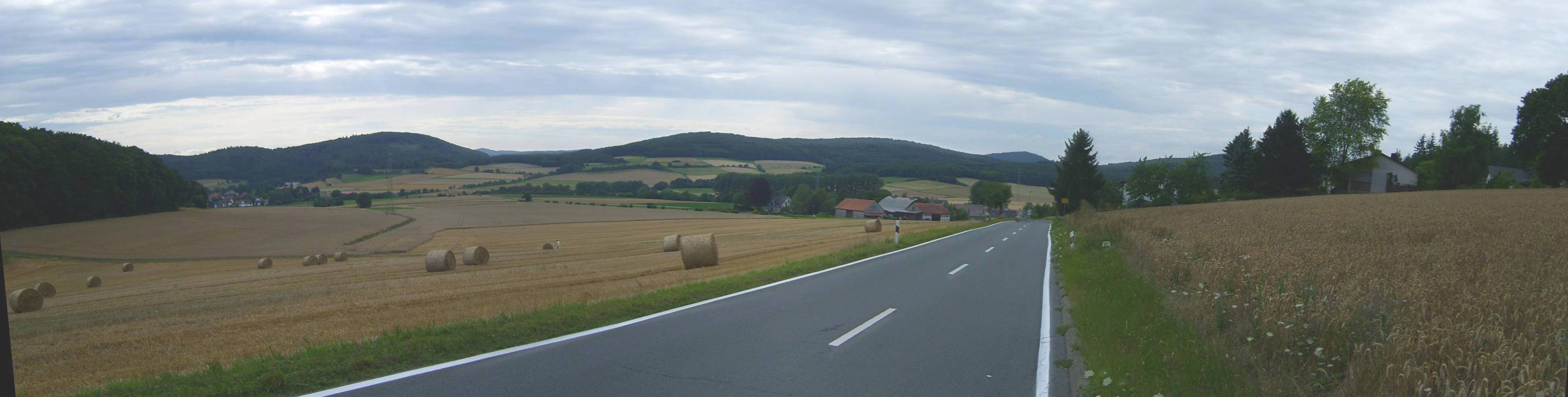
Die Elnhausen-Michelbacher Senke bei Dagobertshausen (rechts im Vordergrund) und der äußerste Nordosten der Damshäuser Kuppen mit Auersberg (gut 390 m, links), Stackelberg und Koppe (366 bzw. 385 m, Mitte) sowie der Hungert (412 m, rechts, teils verdeckt). Links hinten Elnhausen

## Geographie

### Lage und Orte
Nach Norden wird die Elnhausen-Michelbacher Senke, Naturraum 320.11, vom Tal der Lahn begrenzt, das hier bereits dem Naturraum Wetschaft-Senke (345.0) und somit der Haupteinheit Burgwald (345) zugerechnet wird. Südliche Trennlinie zum Salzbödetal (320.12) ist die Wasserscheide zwischen dem Unterlauf der Allna und dem der Salzböde bzw., weiter östlich, dem Wenkbach.
Von Nord nach Süd(ost) liegen die Marburger Außenstadtteile Michelbach, Dagobertshausen, Elnhausen, Hermershausen, Haddamshausen und Cyriaxweimar in der Senke. Im Süden liegen außerdem Weiershausen und Allna (Gemeinde Weimar) sowie im äußersten Südosten die Gladenbacher Ortsteile Friebertshausen und Rüchenbach.

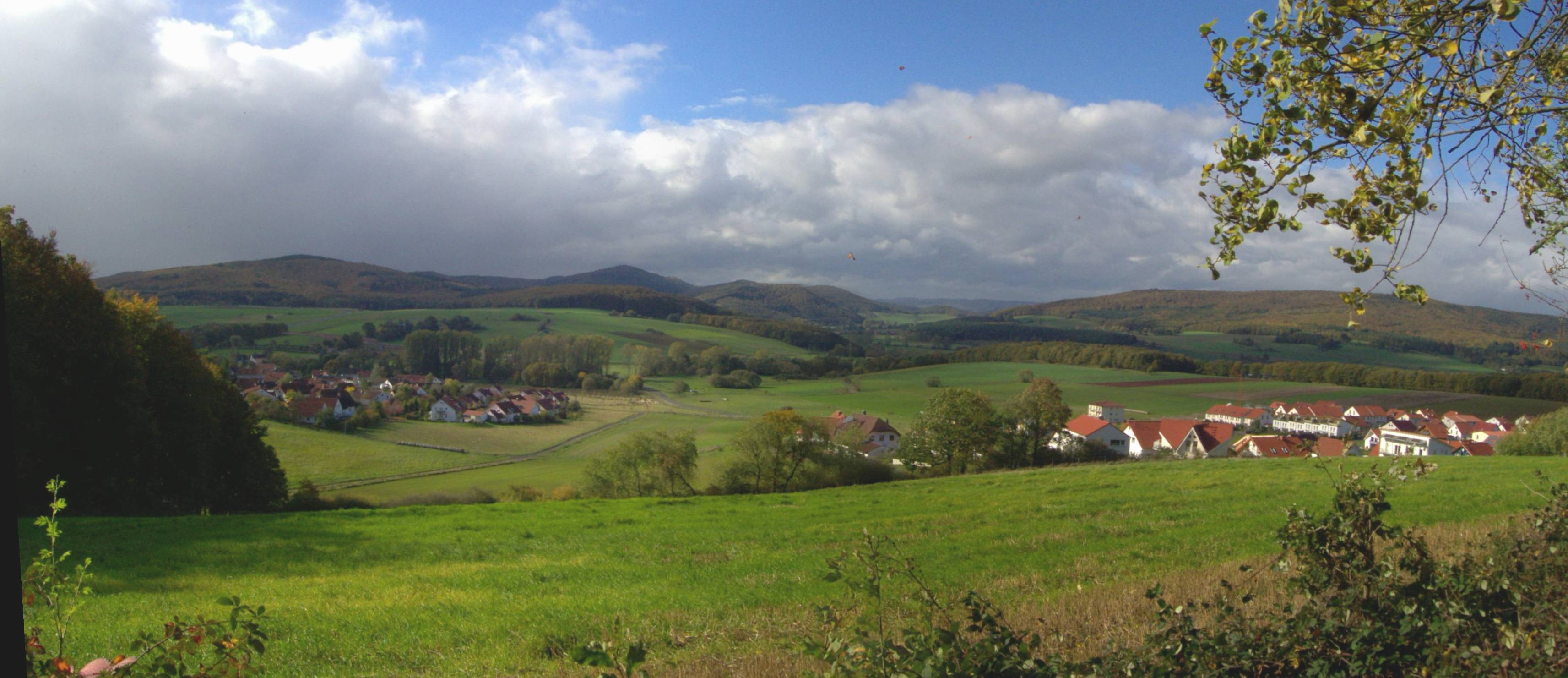
Blick vom Marburger Rücken auf die nördliche Elnhausen-Michelbacher Senke bei Michelbach; links und mittig im Hintergrund die nordöstlichen Damshäuser Kuppen (von links:) Hungert (412 m), Rimberg (497,1 m), Feiselberg (zweigipfelig, 413 m) und Roßberg (ca. 445 m). Der breite, 474 m hohe Wollenberg (rechts) ist der östlichste Ausläufer des Sackpfeifen-Vorhöhen, die sich jenseits der Lahn anschließen.

### Flüsse
Da der Sattel zwischen dem 412 m hohen Hungert (Damshäuser Kuppen) und dem 370 m hohen Vogelheerd (Marburger Rücken)  nur 1 bis 2 km von der Lahn entfernt ist und mit (an der tiefsten Stelle) etwa 270 m über NN die Talsohle weiter südlich deutlich überragt, münden nur ein paar sehr kurze Bäche im Norden direkt in die Lahn. Einzige Ortschaft dieser Teilsenke ist Michelbach.
Die große Mehrheit aller Fließgewässer mündet demgegenüber über die im äußersten Süden ostwärts fließende Allna in die Lahn. Zentrales Fließgewässer ist dabei das Elnhauser Wasser, das ganz in der Senke verläuft, bis es in den Unterlauf der Ohe fließt, die ihrerseits nach wenigen hundert Metern der Allna zufließt.
Zu erwähnen sind überdies der Waltersbach, der dem Elnhausener Wasser in Elnhausen von Westen (Damshäuser Kuppen) zufließt, sowie der Wehrshäuser Bach (zum Elnhauser Wasser) und der Cyriaxweimarer Bach (zur Allna), letztere beiden Flüsse vom Marburger Rücken im Osten.

## Nutzung
Große Teile der Talsenke werden landwirtschaftlich genutzt, während nur ein kleinerer Teil bewaldet ist. Die nördliche Hälfte, etwa ab dem Siedlungsgebiet von Elnhausen, ist gar fast gänzlich waldfrei.

## Berge
Als typische Talsenke verfügt die Elnhausen-Michelbacher Senke kaum über nennenswerte Erhebungen. Da ihre Südgrenze zum Salzbödetal indes eine Wasserscheide darstellt, finden sich im Zentrum dieser Nahtstelle zwischen Hermershausen, Allna und Haddamshausen einige bewaldete Erhebungen um den 310 m hohen Berg Schneid, weiter südwestlich ein namenloser, 326 m hoher Berg nördlich Willershausen. Die einzige wirklich im Inneren der Senke liegende Erhebung ist die Rote Scheid, ein 302,5 m hoher Nordost-Ausläufer der Randkuppe Hungert jenseits(=nördlich) der Landesstraße 3092 (Marbach-Caldern).
Erhebungen der unmittelbaren Nachbarschaft finden sich demgegenüber bei den östlichen Damshäuser Kuppen und im Marburger Rücken.